# 陈棣
陈棣（1940年7月8日—），上海青浦人，中华人民共和国政治人物、外交官。

## 生平
1964年，毕业于北京外国语学院俄语系。1967年，进入中华人民共和国外交部工作，先后在外交部苏联东欧司、驻苏联大使馆、外交部干部司任职。1992年1月，驻拉脱维亚大使馆开馆，陈棣任临时代办。2月，因拉脱维亚政府与中华民国政府建立领事关系，中华人民共和国政府撤出驻拉大使馆。4月，陈棣出任中华人民共和国驻立陶宛大使。1993年9月，出任中华人民共和国驻哈萨克斯坦大使。1998年3月，出任中华人民共和国驻波兰大使。2000年10月，自驻波兰大使离任。